# Bryoerythrophyllum andersonianum
Bryoerythrophyllum andersonianum är en bladmossart som beskrevs av Richard H. Zander och Aaron J. Sharp 1981 [1982. Bryoerythrophyllum andersonianum ingår i släktet fotmossor, och familjen Pottiaceae. Inga underarter finns listade i Catalogue of Life.